# Пйотр Польчак
Пйотр Польчак (пол. Piotr Polczak; 25 серпня 1986, Краків) — польський футболіст, захисник клубу «Астра». Виступав у збірній Польщі.

## Кар'єра

### Клубна кар'єра
Починав свою кар'єру в клубі «МКС» з Домброви-Гурничі. У вісімнадцятирічному віці підписав перший професійний контракт з командою «Катовіце», за яку відіграв три з половиною роки. Потім повернувся в рідний Краків, де почав виступати за місцевий «Краковію». В її складі Польчак був одним з найкращих гравців. У сезоні 2007/08 «Краковія» посіла лише 7-ме місце. Однак, у зв'язку з виключенням двох клубів, що посіли 5-те та 6-те місце, а також у зв'язку з відмовою бронзового призера «Дискоболії» від участі в єврокубках, отримала право представляти Польщу в Кубку Інтертото. Польчак грав в обох матчах першого раунду із солігорським «Шахтарем».
У лютому 2011 року перейшов в грозненський «Терек», з яким підписав контракт на три з половиною роки. Дебютував у російській Прем'єр-лізі 13 березня 2011 року, вийшовши у стартовому складі в матчі з пітерським «Зенітом». У лютому 2013 року нижегородська «Волга» орендувала поляка до кінця сезону. А вже влітку 2013 «Волга» повністю викупила трансфер футболіста у клубу з Грозного. За підсумками сезону 2013/14 «Волга вилетіла у ФНЛ, де поляк провів півроку і на початку 2015 року повернувся в «Краковія», де провів два з половиною сезони.
Влітку 2017 року перейшов в румунську «Астру».

### Кар'єра в збірних
Виступав за юніорську та молодіжну збірні Польщі.
20 серпня 2008 року в товариському матчі зі збірною України, що проходив у Львові, дебютував за національну збірну Польщі, вийшовши на поле після перерви замість Рафала Муравського. Всього за два роки провів у складі збірної п'ять матчів.

## Виступи за збірну
| # | Дата           | Місце                                  | Суперник | Результат | Змагання                |
| - | -------------- | -------------------------------------- | -------- | --------- | ----------------------- |
| 1 | 20 серпня 2008 | Львів, Україна                         | Україна  | 0-1       | Товариський матч        |
| 2 | 14 грудня 2008 | Анталія, Туреччина                     | Сербія   | 1-0       | Товариський матч        |
| 3 | 7 лютого 2009  | Віла-Реал-де-Санту-Антоніу, Португалія | Литва    | 1-1       | Товариський матч        |
| 4 | 20 серпня 2009 | Кейптаун, ПАР                          | Ірак     | 1-1       | Товариський матч        |
| 5 | 10 жовтня 2009 | Прага, Чехія                           | Чехія    | 0-2       | Кваліфікація на ЧС-2010 |